# Той, кого замовили
Хто такий Клетіс Таут? (на україномовних відеосайтах «Той, кого замовили») — фільм-трагікомедія 2001 року. Головні ролі виконали Крістіан Слейтер, Річард Дрейфус, Порша де Россі, Ру Пол і Тім Аллен. У фільмі розповідається про те, як злочинці хочуть повернути діаманти, які були вкрадені та згодом заховані понад 20 років тому, та натрапляють на помилкову особу.

## Сюжет
Розповідь фільму відбувається переважно у спогадах, оскільки спочатку фільм розповідає про вбивцю, Критичного Джима, який слідкує за людиною, яку, як він вважає, звуть Клетіс Таут, і тримає її під прицілом, але насправді це Фінч. Оскільки Критичний Джим любить фільми в жанрі нуар та інші класичні фільми (наприклад, «Касабланку» та «Сніданок у Тіффані»), він готовий слухати Фінча, коли той розповідає свою історію, уявляючи її як незавершений фільм. Фінч підкоряється, пояснюючи, як його прийняли за Клетіса Таута.
Фінч випадково опинився в одній в'язниці з Майкою Тобайасом, який більше 20 років тому вкрав діаманти з Нью-Йоркської діамантової біржі, утнувши трюк з перевдяганням у клоуна (у цьому епізоді є парафраза на відомий фільм «Пограбування» з Ж. К. Бельмондо), потім сховав їх і незабаром потрапив у в'язницю. За допомогою Фінча Майці вдається вирватися, і вони отримують нові документи за допомогою коронера (доктора Севіана), який винен Фінчу послугу.
Проблема в тому, що нова особистість Фінча — це Клетіс Таут, фотожурналіст, якому вдалося зняти, як син члена мафії душить повію. Голова мафії наказує своїм людям убити Таута (так коронер дізнався про особу Фінча), але коли Фінч йде до квартири Таута шукати його паспорт, сусідка помічає його та телефонує детективу, який пов'язаний з мафією і повідомляє босу, що Клетіс Таут ще живий.
Після того, як Майка зустрівся зі своєю тепер уже дорослою дочкою Тесс, його випадково застрелили люди, послані вбити Клетіса. Перед смертю Майка змушує Фінча пообіцяти стежити за його дочкою, і таким чином між Тесс і Фінчем починаються непрості стосунки, коли вони шукають діаманти. Тим часом голова мафії вирішує залучити професійного вбивцю, тому зв'язується з Критичним Джимом, щоб завершити роботу. Критичного Джима більше цікавить, чим закінчиться історія Фінча — зокрема, чи зможе він зрештою помиритися з Тесс, надавши історії ідеального голлівудського кінця.

## В ролях
- Крістіан Слейтер — Тревор Аллен Фінч
- Річард Дрейфус — Майка Тобайас
- Тім Аллен — Критичний Джим
- Порша де Россі — Тесс Доннеллі
- Ру Пол — Джинджер Маркум, сусід Таута
- Біллі Конноллі — доктор Севіан
- Пітер Макнейл — детектив Тріпп
- Білл Макдональд — детектив Делані
- Тім Прогош — молодий Міка Тобіас
- Річард Шеволло — детектив Горст
- Еліас Зару — детектив Рафферті
- Шон Дойл — Кроу Голлотті
- Тоні Наппо — Файфа
- Денні Ліма — справжній Клетіс Таут
- Корінн Дженнер — повія, яку вбиває мафіозо

## Випуск та реакція
Прем'єра фільму була запланована на Міжнародному кінофестивалі в Торонто в середині вересня 2001 року, але показ був скасований через напади 11 вересня. Фільм був відкладений майже рік, нарешті з'явився в липні-серпні 2002 року лише у 18 кінотеатрах. Фільм був касовим провалом, зібравши 252 706 доларів із 9 мільйонів доларів бюджету.
На сайті Rotten Tomatoes фільм отримав 23 % рейтингу на основі рецензій 53 критиків. Відгук критиків був загалом негативний